# Cystiphora leontodontis
Cystiphora leontodontis är en tvåvingeart som först beskrevs av Bremi 1847.  Cystiphora leontodontis ingår i släktet Cystiphora och familjen gallmyggor. Inga underarter finns listade i Catalogue of Life.